# Teradata
Teradata Corporation är en leverantör av databas- och analysrelaterad programvara, produkter och tjänster. Företaget bildades 1979 i Brentwood i Kalifornien, som ett samarbete mellan forskare vid Caltech och Citibanks avancerade teknikgrupp.

## Översikt
Teradata är ett företagsprogramvaruföretag som utvecklar och säljer abonnemang på analysprogramvara.  Det tillhandahåller tre huvudtjänster: affärsanalys, molnprodukter och rådgivning. Företaget verkar i Nord- och Latinamerika, Europa, Mellanöstern, Afrika och Asien. 
Teradata leds ifrån i San Diego, Kalifornien där dess datacenterforskning och utveckling finns. Det handlas offentligt på New York Stock Exchange (NYSE) under börssymbolen TDC.  Steve McMillan är företagets vd och verkställande direktör sedan 2020. Företaget rapporterade 1,836 miljarder dollar i intäkter, med ett nettoresultat på 129 miljoner dollar och 8355 anställda globalt, den 9 februari 2020.

## Historia
Begreppet Teradata kom från forskning vid California Institute of Technology och från diskussionerna i Citibanks avancerade utveckling på 1970-talet. 1979 bildades företaget i Brentwood, Kalifornien av Jack E. Shemer, Philip M. Neches, Walter E. Muir, Jerold R. Modes, William P. Worth, Carroll Reed och David Hartke. Teradata släppte sin DBC / 1012 specialiserade databasdator 1984. 1990 förvärvade företaget Sharebase, som ursprungligen heter Britton Lee. I september 1991 förvärvade AT&T Corporation NCR Corporation, som förvärvade Teradata för cirka 250 miljoner dollar i december. Teradata byggde det första systemet, över 1 terabyte, för Wal-Mart 1992.
NCR förvärvade Strategic Technologies & Systems 1999 och utsåg Stephen Brobst till Chief Technology Officer för Teradata Solutions Group. År 2000 förvärvade NCR Ceres Integrated Solutions och dess kundprogramvara, samt Stirling Douglas Group och dess programvara för hantering av supply chains. Teradata förvärvade programvara för ekonomistyrning från DecisionPoint 2005. I januari 2007 meddelade NCR att Teradata skulle bli ett oberoende offentligt företag, ledt av Michael F. Koehler. Det nya bolagets aktier började handlas i oktober. 
2016 tillkännagavs en ny produktlinje som heter IntelliFlex. Victor L. Lund blev verkställande direktör den 5 maj 2016.
Den 7 maj 2020 tillkännagav Teradata utnämningen av Steve McMillan till VD med verkan från och med den 8 juni 2020

### Förvärv och avyttringar
Teradata har förvärvat flera företag sedan det blev ett oberoende offentligt företag 2008. 
- Claraview i mars 2008[26]
- Kickfire i augusti 2010
- Aprimo i december 2010[27]
- Aster Data Systems i mars 2011[28][29]
- eCircle i maj 2012, som slogs samman till Aprimo-verksamheten.
- Revelytix 2014[30][31]
- Think Big Analytics i september 2014
- RainStor i december 2014[32]
- Appoxxee i januari 2015[33]
- FLXone i september 2015[34]
- Big Data Partnership 2016[35]
- StackIQ i juli 2017[36]

I juli 2016 såldes varumärket Aprimo till private equity-företaget Marlin Equity Partners som flyttade sitt huvudkontor till Chicago. samtidigt absorberades Revenew Inc. som också hade köpt av Marlin.

## Teknik och produkter
Teradata erbjuder tre huvudsakliga tjänster: moln- och hårdvarubaserat datalager, affärsanalys och konsulttjänster. I september 2016 lanserade företaget Teradata Everywhere, vilket gör det möjligt för användare att skicka frågor till offentliga och privata databaser. Tjänsten använder massivt parallell bearbetning över både sitt fysiska datalager och molnlagring, inklusive miljöer som Amazon Web Services, Microsoft Azure, VMware och Teradatas Managed Cloud och IntelliFlex. Teradata erbjuder både hybridmoln och lagring i flera moln. I mars 2017 introducerade Teradata Teradata IntelliCloud, ett säkert hanterat moln för data- och analysprogramvara som en tjänst. IntelliCloud är kompatibelt med Teradatas datalagerplattform, IntelliFlex. Teradata Analytics-plattformen presenterades 2017.
Teradata Vantage (2018)
Teradata Vantage är en informationsplattform som distribuerar lokalt, till molnet eller som en hybridmodell. Vantage består av olika analysmotorer i en kärnrelationsdatabas, inklusive dess MPP-motor, Aster-grafdatabasen och en maskininlärningsmotor.  Tanken är att låta användare komma åt och analysera all sin data utan att behöva lära sig ett nytt verktyg eller språk, eller tänka på var data finns.
Utöver dessa plattformar bygger Teradata stöd för en mängd olika språk, inklusive SQL, R och Python, med Scala, Go och JavaScript på gång. Det stödjer analysverktyg, inklusive egna erbjudanden såväl som Jupyter, R Studio och SAS, med stöd för Dataiku och KNIME. Särskilda anpassningar görs för hantering av speciella datatyper, såsom tidsserier, tidsdata och geo-rumslig analys (4D = Geo + time).
Vantage ger tillgång till deskriptiv, prediktiv och preskriptiv analys för att möjliggöra autonomt beslutsfattande. Vantage har också maskininlärnings- och visualiseringsfunktioner som kan distribueras över offentliga moln, lokalt och råvaruinfrastruktur. Vantage tillhandahåller lagring och analys för multistrukturerad data, inklusive JSON-, BSON-, AVRO-, CSV- och XML-format.

## Big data
Teradata började använda termen " big data " 2010. CTO Stephen Brobst tillskrev ökningen av big data till "nya mediekällor, såsom sociala medier."  Ökningen av semistrukturerad och ostrukturerad data som samlats in från online-interaktioner fick Teradata att bilda "Petabyte-klubben" 2011 för sina tyngsta big-data-användare. 
Ökningen av big data resulterade i att många traditionella datalagerföretag uppdaterade sina produkter och teknik. För Teradata fick big data förvärvet av Aster Data Systems 2011 för företagets MapReduce- funktioner och förmåga att lagra och analysera semistrukturerad data.